# معشوق الخزنوي
كان محمد معشوق عزالدين الخزنوي شيخا ومنشقا سياسيا في سوريا تعرض للتعذيب والقتل على يد الحكومة السورية في عام 2005. كانت وفاته واحدة من الأحداث التي أدت إلى صراع في القامشلي السورية 

## حياته
كان ابن عز الدين الخزنوي، وينتمي إلى عائلة الخزنوي، وهي عائلة دينية كردية مؤثرة للغاية أسست الخزنوي، وهو فرع من طريقة نقشبندي. تنحدر العائلة من خزنة، وهي قرية في محافظة الحسكة. ولد مشوق الخزناوي في تل معروف في القامشلي في 1 يناير 1958. كان لديه 16 طفلا. درس تحت إشراف والده، وكذلك الملا عبد الله القارتيميني. كما تخرج من قسم معهد الشريعة في معهد العلوم الإسلامية، في باب الجابية في دمشق. ثم ذهب إلى المدينة المنورة وحصل على درجة البكالوريوس في العلوم الإسلامية. حاصل على البكالوريوس والماجستير والدكتوراه في العلوم الإسلامية من مختلف الجامعات. شارك في العديد من المؤتمرات الإسلامية في جميع أنحاء العالم، بما في ذلك في الرياض وفيينا، وعقد العديد من الندوات في أوروبا وأجزاء أخرى من العالم.
خلال الانتفاضة الكردية عام 2004، بدأ في تضمين النشاط الكردي في الخطبات التي قدمها في المساجد، بالإضافة إلى الندوات والمحاضرات، التي ألقاها والتي تحدثت عن السياسات القمعية للنظام البعثي تجاه الأكراد. وصف الخزنوي بأنه "مركز النضال" للانتفاضات الكردية عام 2004، واعتبرته الحكومة السورية "تهديدا انفصاليا". ألقى أحد أشهر خطاباته في نوروز، بالإضافة إلى خطابه الناري في ذكرى وفاة فرهاد محمد علي، في 8 أبريل 2005. أصر على أنه كان هدفا وأنه سيقتل، وذكر أن فكرة الموت لا تردعه عن القتال من أجل الأكراد. دعا الخزنوي الأكراد إلى استخدام العنف إذا لزم الأمر، وكان أحد اقتباساته الشهيرة هو "أن الحقوق لا يتصدق بها احد انما الحقوق تأخذ بالقوة". واصل نشاطه حتى تعرض لكمين من قبل النظام السوري عندما كان عائدا إلى المنزل من عمله في مركز الدراسات الإسلامية في دمشق، في 10 مايو 2005. يزعم أن تعذيبه أمر به ماهر الأسد، الذي كان قلقا من نفوذ الخزنوي المتزايد بين الأكراد. توفي الخزنوي بعد 20 يوما من التعذيب، وتم إلقاء جثته في دير الزور في 1 يونيو.
في 1 يونيو، اقترب رجل ادعى أنه مسؤول حكومي من أبناء خزنوي في الشارع وقال لهم "ستسمع أخبارا سعيدة عن والدك". بعد بضعة أيام، أخذ عملاء أمن الدولة أبناء خزنوي لرؤية الخزنوي. لم يكن من الممكن التعرف على جثته تقريبا، وتم تمزيق لحيته السميكة، وكسرت أسنانه، واحترقت بشرته بشدة بالحمض. تم تمزيقه أيضا إلى 3 قطع. أخبرت الحكومة السورية عائلة الخزنوي أن المجرمين المستقلين، ومعظمهم من دير الزور، اعترفوا بقتل مشوق الخزنوي، على الرغم من أن عائلته تشتبه في الحكومة السورية. صرح أحد أبناء الخزنوي، مرشد الخزناوي، أن "السلطات السورية اختلقت مسرحية قبيحة وأعطتنا الجثة، وفي النهاية، تتحمل السلطات السورية المسؤولية الكاملة والكاملة عما حدث وعن اغتيال الشيخ". صرح آخر من أبناء الخزنوي، محمد الخزنوي، أن "والدي تعرض للكثير من المضايقات قبل وفاته بسبب مواقفه التي تدعم القضية الكردية".
عادت جثته إلى القامشلي في أوائل يونيو، ولف أبناؤه جثته بالعلم الكردي ودفنوه. دفن في مقبرة قدور باي، وأصبح يعرف باسم "شيخ الشهداء". حضر الجنازة عشرات الآلاف من الأكراد, وبعد وفاته، سلح العديد من الأكراد أنفسهم وبدأوا في التمرد على سوريا, الذي تصاعد فيما بعد وأصبح صراع روج آفا. تحتفل العديد من المنظمات الكردية، بغض النظر عن أيديولوجياتها المختلفة، بوفاته كل عام وتطالب بالعدالة له. كما حضر الناشط الشعبي المناهض للأسد، رياض دارار، جنازة الخزنوي، مما أدى إلى اعتقاله.